# Chương trình đổi dầu lấy lương thực
Chương trình đổi dầu lấy lương thực, thiết lập bởi Liên Hợp Quốc năm 1995 (theo nghị quyết 986 của Hội đồng Bảo an) và chấm dứt vào cuối năm 2003, cho phép Iraq bán dầu ra thị trường thể giới để trao đổi cho lương thực, thuốc men, và các nhu yếu phẩm khác cho những người dân thường Iraq, đồng thời ngăn chặn chính quyền Saddam Hussein xây dựng lại lực lượng quân sự sau Chiến tranh vùng Vịnh lần thứ nhất. Các cấm vận đã được chấm dứt vào 21 tháng 11 năm 2003 sau cuộc xâm lược Iraq của Hoa Kỳ và các hoạt động nhân đạo được chuyển giao cho Chính phủ Lâm thời Liên quân (CPA).
Chương trình này đã được chính phủ của Tổng thống Hoa Kỳ Bill Clinton đề xuất vào năm 1995, như là một câu trả lời cho những tranh cãi rằng những người dân Iraq bình thường đang bị ảnh hưởng xấu bởi lệnh cấm vận kinh tế quốc tế nhằm phi quân sự hóa chính quyền Saddam Hussein, được áp dụng sau cuộc Chiến tranh vùng Vịnh. Khi chương trình này kết thúc, nhiều dấu hiệu tham nhũng liên quan tới những quỹ của chương trình này đã bị phát hiện.